# Iddefjord

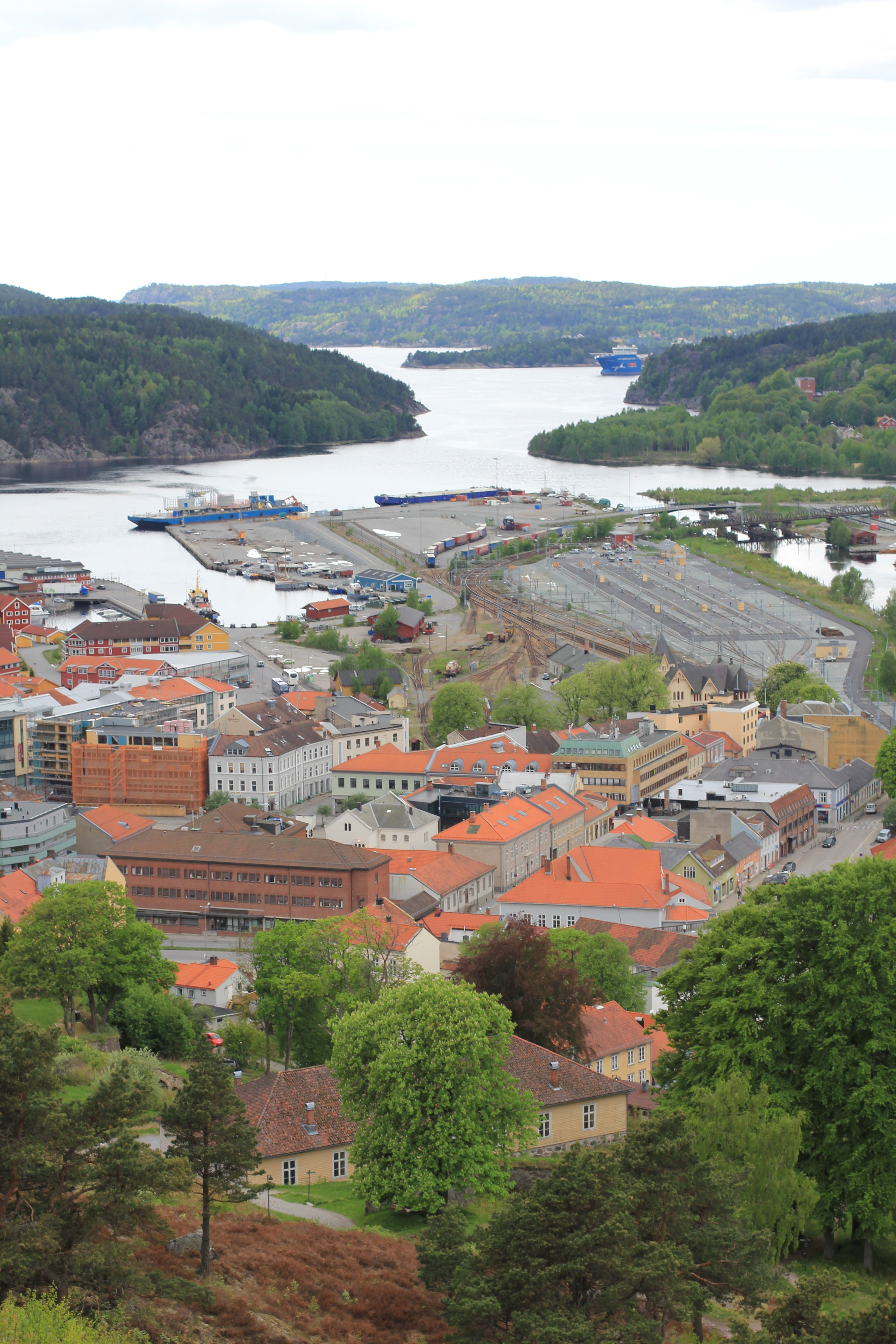
El Iddefjorden visto desde Fredriksten

El Iddefjord (noruego: Iddefjorden; sueco: Idefjorden) es un fiordo clásico con un curso de agua estrecho y formaciones naturales escarpadas a ambos lados. Discurre a lo largo de la frontera entre Noruega y Suecia desde el Singlefjord. El Iddefjord separa la provincia de Bohuslän en el condado de Västra Götaland en Suecia del municipio de Halden en el condado de Østfold en Noruega. Se abre al Skagerrak a través de los archipiélagos de Svinesund y Hvaler (un conjunto de clásicos escollos). El tramo más exterior se denomina Ringdalsfjord (en español: fiordo de Ringdals), pero a partir del punto en que hace una curva cerrada y más al sur, se llama Iddefjord. Al igual que otros fiordos, recibe el nombre de una parte de su costa, en este caso la parroquia de Idd. 